# Drnik (Litija)
Drnik  je potok, ki se pri Litiji kot desni pritok izliva v reko Savo. 